# El Salitrillo, Pinos
El Salitrillo är en ort i Mexiko.   Den ligger i kommunen Pinos och delstaten Zacatecas, i den centrala delen av landet, 400 km nordväst om huvudstaden Mexico City. El Salitrillo ligger 2 010 meter över havet och antalet invånare är 404.
Terrängen runt El Salitrillo är huvudsakligen platt, men österut är den kuperad. Runt El Salitrillo är det ganska glesbefolkat, med 21 invånare per kvadratkilometer. Närmaste större samhälle är Santiago, 19,3 km söder om El Salitrillo. Omgivningarna runt El Salitrillo är i huvudsak ett öppet busklandskap.